# Agustín Ortega
Agustin Ortega (nacido el 29 de diciembre de 1992) es un futbolista argentino que se desempeña como centrocampista.
Jugó para clubes como el Blaublitz Akita.

## Trayectoria

### Clubes
| Club            | País  | Año  |
| --------------- | ----- | ---- |
| Blaublitz Akita | Japón | 2015 |

## Estadística de carrera

### J. League
| Club            | Año   | J. League | J. League | Copa J. League | Copa J. League | Total | Total |
| Club            | Año   | Part.     | Goles     | Part.          | Goles          | Part. | Goles |
| --------------- | ----- | --------- | --------- | -------------- | -------------- | ----- | ----- |
| Blaublitz Akita | 2015  | 4         | 0         | -              | -              | 4     | 0     |
| Total           | Total | 4         | 0         | 0              | 0              | 4     | 0     |